# Kaiemqed

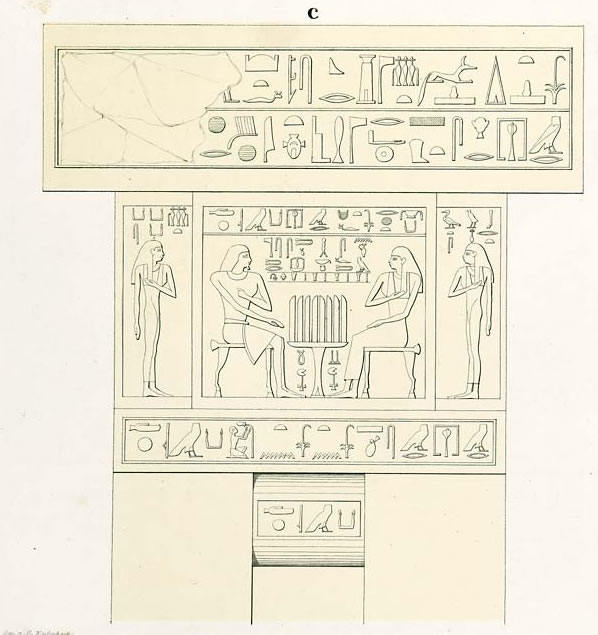
Scheintür des Kaiemqed

Kaiemqed war ein hoher altägyptischer Beamter, der wahrscheinlich in der 5. Dynastie  (etwa 2504 bis 2347 v. Chr.) lebte. Er ist nur von seiner Scheintür bekannt, die während der Expedition von Karl Richard Lepsius nach Ägypten gezeichnet und später veröffentlicht wurde. Seine Mastaba liegt im Norden von Saqqara und erhielt von Lepsius die Nummer 14 (heutzutage als LS 14 bezeichnet), von der auch posthum ein Plan der Kultkapelle veröffentlicht wurde. 
Kaiemqed trug verschiedene Titel und war unter anderem Schatzhausvorsteher, aber auch Priester des Re in Setibre. Setibre ist der Name des Sonnenheiligtums von König Neferirkare. Kaiemqed lebte also unter diesem Herrscher oder kurz danach.
Auf der Scheintür erscheinen auch seine Gemahlin Nubka und ihre Tochter Wehemnofret.